# Clyde Hill
Clyde Hill az Amerikai Egyesült Államok északnyugati részén, Washington állam King megyéjében elhelyezkedő város. A 2010. évi népszámlálási adatok alapján 2984 lakosa van.

## Történet
1946 és 1948 között J. Gordon és Mary Schneidler több tucat telket értékesített azzal a feltétellel, hogy azokon csak az „árja faj” tagjai élhetnek. A szabállyal az olaszokat, görögöket, lengyeleket, oroszokat, zsidókat és más, nem európai népeket is kizártak.
Clyde Hill 145–117 szavazati aránnyal 1953. március 31-én kapott városi rangot.

## Népesség
A 2010-es népszámláláskor a városnak 2984 lakója, 1028 háztartása és 887 családja volt. A népsűrűség 1093 fő/km2. A lakóegységek száma 1099, sűrűségük 402,6 db/km2. A lakosok 84,3%-a fehér, 0,6%-a afroamerikai, 0,2%-a indián, 12,1%-a ázsiai,  0,5%-a egyéb, 2,2%-a pedig kettő vagy több etnikumú. A spanyol vagy latino származásúak aránya 2,3% (   )
A háztartások 43%-ában élt 18 évnél fiatalabb. 79,2% házas, 4,8% egyedülálló nő, 2,3% egyedülálló férfi, 13,7% pedig nem család. 12,2% egyedül élt; 7,8%-uk 65 éves vagy idősebb. Egy háztartásban átlagosan 2,9 személy élt; a családok átlagmérete 3,17 fő.
A medián életkor 44,8 év volt. A város lakóinak 29,4%-a 18 évesnél fiatalabb, 4,2% 18 és 24 év közötti, 16,8%-uk 25 és 44 év közötti, 31,4%-uk 45 és 64 év közötti, 14,8%-uk pedig 65 éves vagy idősebb. A lakosok 48,9%-a férfi, 51,1%-a pedig nő.

## Nevezetes személyek
- Félix Hernández, baseballjátékos[9]
- John Olerud, baseballjátékos[10]
- Satya Nadella, a Microsoft vezérigazgatója[11]

## Fordítás
- Ez a szócikk részben vagy egészben  a   Clyde Hill, Washington című angol Wikipédia-szócikk ezen változatának fordításán alapul.  Az eredeti cikk szerkesztőit annak laptörténete sorolja fel. Ez a jelzés csupán a megfogalmazás eredetét és a szerzői jogokat jelzi, nem szolgál a cikkben szereplő információk forrásmegjelöléseként.